# Richmond Forson
Richmond Forson (Aflao, 1980. május 23.  – ) togói válogatott labdarúgó, hátvéd. 

## Pályafutása

### Klubcsapatokban
Alafóban született, Ghánában. A családjával Togóba költözött és a Sporting Club de Lome csapatában kezdte a labdarúgást. 1997-ben Franciaországba költözött, ahol csatlakozott az FC Metz B csapatához, melynek 2001-ig volt a játékosa. 2012 és 2002 között a Louhans-Cuiseaux, 2002 és 2004 között a Luçon FC együttesében játszott. A 2005–06-os szezonban az amatőr Vendée Poiré-sur Vie csapatában játszott és onnan válogatták be a 2006-os világbajnokságon szereplő togói válogatott keretébe. 2006 és 2008 között a harmadosztályú Cherbourg labdarúgója volt. Később alacsonyabb osztályú francia csapatokban szerepelt.

### A válogatottban
2001 és 2009 között 16 alkalommal szerepelt a togói válogatottban. Részt vett a 2006-os világbajnokságon, ahol Dél-Korea ellen csereként, míg a Svájc és a Franciaország elleni csoportmérkőzésen kezdőként lépett pályára.
Tagja volt a 2010-es afrikai nemzetek kupájára nevezett keretnek is, de a válogatottat ért fegyveres támadás miatt nem vettek részt a tornán.